# Andriï Houly-Houlenko
Andriï Houly-Houlenko (russe : Гулый-Гуленко, Андрей Алексеевич ; né à Novo-Arkhanhelsk, en 1886 et mort en 1926 était un chef de l'armée populaire de la République populaire ukrainienne.

## Biographie
Il fit des études au Lycée Richelieu d'Odessa sorti en 1907 puis à l'institut d'agriculture de Nova-Alexandria jusqu'en 1911.

### Première Guerre mondiale
Il était de retour à Odessa dans le 11e régiment du génie. C'est avec cette unité, dans le 8e corps d'armée du général Nicolaï Orlov qu'il entrait dans la guerre. Blessé lors de l'Offensive Broussilov, il fut distingué de l'Ordre impérial et militaire de Saint-Georges du quatrième degré. Déclaré inapte au service en raison de la gravité de ses blessures, il retourne en Bessarabie pour des travaux du génie comme capitaine d'état-major.

### Guerres en Ukraine
Après la Révolution de Février il est délégué à la Roumtcherod. Il se bat en 1918 à Kiev contre les troupes bolcheviques puis commandant du régiment du génie du 3e corps de Kherson de l'armée de l'UPA à Odessa. Il fut retiré du service par l'arrivée de Pavlo Skoropadsky car n'ayant pas été diplômé d'une école militaire. En 1919, il faisait partie de l'armée Zaporogue contre les armées blanches et de Makhno, devenant malade il se retire du front sans autorisation est fut arrêté.

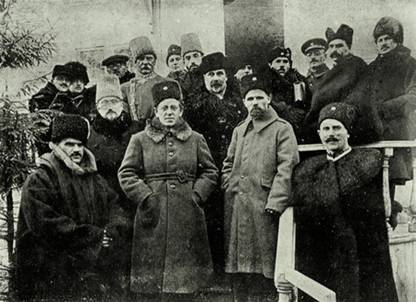
Gouvernement et commandement de l'armée de la RPU Yaltushkov, le 7 novembre 1920. De gauche à droite, 1er rang : Ivan Omelianovytch-Pavlenko, Symon Petlioura, Mikhaïlo Omelianovitch-Pavlenko, Gavrilo Bazilskyi, 2e : Andry Livytsky et Oleksandr Salikovskyi ; 3e : Yevhen Arkhipenko, ?, Oleksandr Oudovitchenko, Oleksii Galkin, Oleksandr Zagrodskyi, Pinkhas Krasnyi, Marko Bezroutchko, Andrii Doloud, Petro Lipko, Andriï Houly-Houlenko, Serhiï Timochenko.
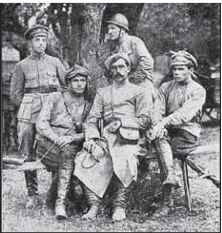
Andriï en 1921.

En 1922, il faisait partie de la mission UNR en Roumanie. Il revint clandestinement à Odessa et fut arrêté. Il fut condamné en vertu de l'article 58-6 du Code pénal de la RSFSR et fusillé le 10 avril 1929 à Moscou, il repose au Cimetière Vagankovo.